# Virus Hendra
El virus Hendra provoca una malaltia respiratòria que es va veure per primer cop a Brisbane, Australia, el setembre de 1994, en un brot de malaltia respiratòria aguda que va causar la mort de 13 cavalls i d'un entrenador de cavalls. Inicialment el virus es va anomenar Morbillivirus equí, però finalment es va decidir, a causa de les diferències que tenia amb els Morbillivirus, que no es podia incloure en aquest grup.
Es tracta d'una malaltia poc comuna, tot i això s'han vist diversos brots des que es va veure per primer cop el 1994. En aquest cas, els cavalls són hostes intermediaris infectats per ratpenats frugívors, ja que aquests, del gènere Pteropus, són el reservori natural d'aquest virus. El cavall, com a hoste intermediari, pot transmetre la infecció a les persones mitjançant contacte proper amb aquestes, per tant, es tracta d'un virus zoonòtic.
Els símptomes en la infecció humana comprenen des de símptomes pseudogripals lleus fins a un quadre respiratori o neurològic mortal. El cavall és l'única espècie animal en què s'ha detectat la infecció natural per HeV amb una taxa de mortalitat d'un 75%. En l'espècie humana només es coneixen 7 casos d'infecció, i avui en dia no hi ha cap vacuna ni pels humans ni pels animals.

## Etiologia
El virus Hendra (o HeV, "Hendra Virus"), forma part del gènere Henipavirus, el qual es troba dins de la familia Paramixoviridae. En aquest gènere també hi ha el virus Nipah, està molt estretament relacionat amb HeV, ja que comparteixen més d'un 90% dels aminoàcids.
Aquest virus té les propietats morfològiques i fisicoquímiques característiques dels paramixovirus, és a dir, consta d'un embolcall lax i, per tant, presenten més pleomorfisme que altres virus. Els virions fan entre 150-250 nm de diàmetre i tenen una nucleocàpside tubular de simetria helicoidal. A més a més, el seu genoma constituït per ARN monocatenari de polaritat negativa, és un genoma no segmentat, el qual fa que sigui més estable genèticament.

## Distribució geogràfica
Fins a l'actualitat només s'ha detectat la presència d'aquest virus a Austràlia i a Papua Nova Guinea, una illa al nord d'Austràlia. A Austràlias, se n'han observat casos repartits per diversos llocs com Darwin (nord d'Austràlia), Melbourne (sud-est d'Austràlia), Brisbane (ciutat situada a Queensland, a l'est d'Austràlia). Tot i això, on s'han observat més casos és en el lloc on es va veure el primer brot, a Queensland.

## Prevenció
Per evitar el contagi dels cavalls, la prevenció es basa a minimitzar l'exposició als reservoris naturals, és a dir, als ratpenats. S'ha d'evitar el contacte amb els seus teixits i secrecions, ja que tots els casos coneguts han tingut lloc en cavalls ubicats en pastures a l'aire lliure. Per tant, a les àrees d'alimentació i descans s'ha d'evitar que hi hagi menjar ni arbres on es puguin posar els ratpenats. Si aparegués un ratpenat mort, aquest ha de ser retirat i eliminat, sigui cremat o enterrat; i s'han de prendre les precaucions necessàries per evitar l'exposició dels humans.
Per evitar una infecció a persones, quan el virus Hendra es trobi entre els diagnòstics diferencials, s'han de prendre mesures de precaució estrictes per tal d'evitar el contacte amb sang, teixits i líquids corporals, particularment secrecions respiratòries, saliva i orina. En general, les recomanacions mínimes durant la investigació d'un cas sospitós inclou l'ús de guants impermeables, respirador per partícules, mascareta protectora o protector ocular, granota impermeable i botes impermeables. Qualsevol contacte o ferida que es pugui ocasionar amb algun element contaminat s'ha de netejar tan aviat com es pugui amb aigua i sabó i, si es tracta d'una ferida, desinfectar-se amb antisèptic.
Els cavalls que desenvolupen símptomes del virus Hendra han de ser aïllats, i s'han de prendre les mesures de control adequades per evitar la propagació del virus a altres cavalls o persones. La interacció de les persones amb els cavalls ha de reduir-se al mínim possible, utilitzant els equips de protecció adequats. Altres cavalls, i també els animals domèstics (els gats en particular) han de mantenir-se allunyats del cas sospitós. Tot i així, el baix índex de transmissió en cavalls també ajuda a mantenir el control de la malaltia. Els cossos dels animals morts també s'han d'aïllar fins que pugui descartar-se la infecció del virus Hendra. S'ha d'evitar la pràctica de necròpsies, tret que la persona encarregada prengui les mesures de precaució i utilitzi els equips de protecció adequats.

## Desinfecció
Com altres paramixovirus, és d'esperar que el virus Hendra sigui susceptible al sabó, detergents i molts desinfectants, com ara l'hipoclorit, iodòfor, biguanides, com per exemple la clorhexidina; i els compostos d'amoni quaternari.
Aquest virus també és susceptible a la dessecació i a la calor, però es resisteix a la inactivació per àcids o àlcalis, ja que pot sobreviure a un ample rang de pH, de 4 a 11.

## Morbiditat i mortalitat
S'ha informat de casos d'infecció pel virus Hendra en 7 persones i totes elles havien estat en contacte proper amb cavalls infectats durant la malaltia o la necròpsia. De les persones exposades a cavalls infectats, només un percentatge va emmalaltir. Tot i així, no existeix cap evidència de seroconversió en persones que estan en contacte amb els reservoris, és a dir, els ratpenats.
En els cavalls, les infeccions pel virus Hendra semblen ser poc freqüents. Dels aproximadament 4000 cavalls analitzats en 2 investigacions australianes, tots van resultar ser seronegatius. Els primers casos clínics es van identificar durant els brots epidèmics a Hendra, Austràlia (Queensland) el 1994. Durant la dècada següent, hi va haver pocs informes de casos o petits brots, els cavalls van resultar infectats una vegada el 1999 i en dues ocasions el 2004. Des del 2006 fins al setembre de 2009, les infeccions del virus Hendra han aparegut de forma regular, amb 2 incidents informats per any. Tot i així, en rares ocasions, el cavall va propagar el virus. Sembla ser més probable que aparegui un brot quan un cavall infectat es posa en un estable juntament amb altres cavalls susceptibles. L'índex de casos mortals fins al setembre de 2009 és del 75%. Les infeccions pel virus Hendra en cavalls semblen ser estacionals, però no passen tots els anys. Molts dels incidents han passat entre agost i gener, quan la majoria dels ratpenats tenen cria, encara que també hi ha hagut casos al juny i juliol. Que la infecció passi dels ratpenats als cavalls en un any determinat potser per la influència de factors epidemiològics. Es desconeix si el virus Hendra persisteix a les poblacions locals de ratpenats o si es transmet entre grups. No s'ha informat d'infeccions d'origen natural en cap altra espècie que no siguin els cavalls o els ratpenats. En una investigació realitzada a l'àrea de Brisbane, on es van informar els primers casos en cavalls, els 500 gats analitzats van resultar seronegatius. Les infeccions experimentals en gats i conillets d'Indies van ser mortals.

## Infecció en humans
Avui en dia, només es coneixen 7 casos d'infecció en humans pel virus Hendra.

### Període d'incubació
En els casos publicats, els primers símptomes es desenvolupen en un període de 5 a 12 dies. Tot i això, un dels set casos d'infecció que coneixem es va posar malalta poc després de tenir contacte amb cavalls infectats, es va recuperar, però un any després va desenvolupar una encefalitis recurrent mortal.

### Signes clínics
Només tenim constància de 7 casos d'infecció pel virus Hendra en 7 persones.
Els símptomes inclouen una malaltia similar a la grip i una encefalitis progressiva.
- Primer i segon cas: es van caracteritzar per una malaltia greu similar a la grip amb febre, miàlgia i signes respiratoris. Una de les dues persones va morir, l'altre es va recuperar durant les 6 setmanes posteriors.
- Tercer cas: va patir una meningoencefalitis lleu, a continuació va tenir un llarg període sense símptomes. L'any següent va desenvolupar una encefalitis mortal.
- Quart cas: la persona va presentar una malaltia autolimitada similar a la grip, amb tos seca, dolor de gola, limfadenopatia cervical, fatiga, dolors corporals i febre que va durar aproximadament una setmana.
- Cinquè, sisè i setè cas: són casos relativament recents. El 2009 es van publicar uns informes detallats sobre aquests. Els 3 es van infectar per contacte directe amb els cavalls. Dos d'aquests últims casos van ser mortals.

### Transmissió
No s'han observat casos de transmissió entre persones o entre persones i cavalls, tot i això, encara es coneix molt poc sobre les infeccions del virus Hendra. Aquest virus es va aïllar del ronyó d'una de les persones que va morir, el que pot suggerir que podria ser eliminat per l'orina.

### Proves diagnòstiques
Les infeccions pel virus Hendra poden diagnosticar-se per l'aïllament del virus, la detecció d'àcids nucleics o la serologia.
- Aïllament del virus: el virus Hendra pot aïllar-se en un nombre de llinatges cel·lulars que inclouen cèl·lules Vero, BHK-21, MDCK, RK13, LLC-MK2 i MRC5. També poden cultivar-se en òvuls de pollastre embrionats, però aquest sistema no s'utilitza generalment degut a la facilitat de cultiu en cèl·lules. Aquest virus es pot identificar en cultius per immunocoloració, per neutralització del virus o per tècniques moleculars. La microscòpia electrònica o immunoelectrònica també poden ser útils per la identificació. El virus Hendra és un patogen amb nivell de bioseguretat 4 i el seu cultiu es duu a terme sota altes condicions de seguretat.
- Detecció d'àcids nucleics: els antígens virals es poden detectar per assajos d'immunoperoxidasa o immunofluorescència indirecta en teixits fixats amb formalina. En teixits també es pot utilitzar la prova de reacció en cadena de la polimerasa amb transcriptasa inversa (RCP-TI). En alguns casos, han estat d'utilitat l'immunohistoquimica i la microscòpia electrònica.
- Proves serològiques: utilitzades en humans inclouen la immunofluorescència indirecta, els assajos per immunoabsorció lligats a enzims (ELISA) i la neutralització en sèrum .

### Tractament
Les infeccions en humans pel virus Hendra són molt poc freqüents i no s'han desenvolupat teràpies amb fàrmacs d'eficàcia comprovada, tot i això en els casos més recents s'ha provat un tractament amb fàrmacs antivirals que es combinen amb cures pal·liatives.

## Infecció en animals

### Espècies afectades
Les espècies en què s'ha observat la malaltia són, sobretot, en cavalls i en humans. Per altra banda, s'han utilitzat certs animals com el gat i el cavall per experimentar amb aquest virus.

### Període d'incubació
El període d'incubació pot variar depenent de l'espècie. En el cas dels cavalls, el període estimat és d'entre 5 i 16 dies, en canvi, en els gats s'ha observat un període d'incubació d'entre 4 i 8 dies.

### Signes Clínics
Existeixen dues síndromes causades per aquest virus. La primera provoca una malaltia respiratòria, i la segona provoca signes neurològics, que és el més comú. A més a més, tenint en compte que el virus Hendra també pot causar vasculitis, es poden donar altres síndromes.
Els signes clínics inicials són un augment de la temperatura i taquicàrdia, això provoca malestar en els animals i, per tant, un comportament força inquiet (molts canvis de postura, intranquils, etc.). Els signes respiratoris s'inicien ràpidament amb un excès de mucus a les membranes que posteriorment causarà una congestió. Per altra banda, apareixeran edemes subcutanis i signes d'atàxia i neurològics. Finalment, abans de la mort els animals pateixen un augment de la secreció nasal que pot anar acompanyada de sang. La mort acostuma a produir-se entre el primer i el tercer dia després de l'aparició dels primers signes, tot i això, hi ha possibilitats de sobreviure a la infecció i, els pocs cavalls que puguin sobreviure, o bé tindran problemes neurològics o bé aconseguiran la recuperació total. En el cas dels gats els signes clínics són l'augment de febre i taquipnea i, finalment, la mort en menys de 24 hores.
Els ratpenats, a diferència dels cavalls i dels gats, sembla que no presenten cap símptoma relacionat amb el virus.

### Transmissió
Els ratpenats del gènere Pteropus, que són els denominats "ratpenats de la fruita", són els hostes que actuen com a reservoris naturals d'aquest virus. En aquests s'ha trobat la presència del virus en sang, teixit placentari, orina, matèria fecal i saliva. La transmissió del virus als cavalls no està clara encara, però es creu que és per la ingestió o inhalació d'excrements dels ratpenats, per tant, és més probable un contagi en cavalls de pastura a l'aire lliure que en cavalls d'estable. Tot i això, la transmissió entre cavalls es dona més sovint en cavalls d'estable que en cavalls salvatges, ja que es transmeten el virus a través de l'orina o de la saliva, i en els estables tenen més possibilitat de contacte efectiu.
Els gats també poden estar afectats pel virus Hendra però només en condicions experimentals (inoculació subcutania del virus), actualment encara no s'han trobat gats infectats de manera natural.

### Tractament
Avui dia, encara no es coneix cap tractament enfront del virus Hendra en animals infectats.

### Lesions postmorten
Els cavalls amb síndrome respiratòria presenten lesions postmortem principalment en: 
- Les vies respiratòries baixes: trobarem edema pulmonar, dilatació dels limfonodes pulmonars i congestió dels pulmons. També tindran espuma blanca o taques de sang.
- En les superfícies pleurals tindran hemorràgies petexials.
- En el tracte digestiu tindran edema visceral, equimosis a l'estòmac i a l'intestí.
- Les femelles presentaran edema endometrial amb una decoloració morada de la serosa de l'úter.
- Els gats tindran edema pulmonar agut i hidrotòrax.